# Canon
Canon (транскр. Кенон, јап. キヤノン) је јапанска мултинационална компанија, која је се бави производњом оптичких инструмената, камера, фото-папира, принтера и сличне технике. Седиште компаније је у Токију, Јапан.

## Извор имена
Име Canon долази од будистичке богиње милости, који Гуан Јин, која се на јапанском изговори као Кенон.